# Provenza-Alpi-Costa Azzurra
La Provenza-Alpi-Costa Azzurra (in francese Provence-Alpes-Côte d'Azur /pʁɔ.vɑ̃s alp kot da.zyʁ/, o PACA; autodefinitasi Région Sud) è una regione amministrativa francese.
Confina ad est con l'Italia (Piemonte e Liguria), dalla quale è separata dalle Alpi, a nord confina con l'Alvernia-Rodano-Alpi, ad ovest con l'Occitania dalla quale è separata dal Rodano, mentre a sud è bagnata dal mar Mediterraneo. Al suo interno, a 10 km dal confine con l'Italia, racchiude il Principato di Monaco.

## Geografia
Ha 6 dipartimenti che scaturiscono dalle province dell'Ancien Régime di Provenza e Delfinato. Una parte della Vaucluse deriva dall'annessione del Contado Venassino durante il periodo della Rivoluzione francese, mentre la maggior parte delle Alpi Marittime dall'annessione della Contea di Nizza e in gran parte del territorio originario del Principato di Monaco alla Francia, durante il Secondo Impero.
La regione si caratterizza per la sua costa mediterranea dove si concentra la maggior parte della popolazione. Con una superficie di 31 838 km², è la settima regione della Francia metropolitana. Si classifica quinta per popolazione (5 milioni d'abitanti). La densità di popolazione, 160 abitanti/km², è superiore rispetto alla media nazionale (110 abitanti/km²). Le città principali della regione, oltre a Marsiglia, sono Nizza, Tolone, Aix-en-Provence, Digne-les-Bains, Gap e Avignone.
Completamente compresa nella regione è la Costa Azzurra, che parte dalla località di Cassis, terminando alla frontiera italiana, uno dei luoghi della Francia più frequentati dai turisti nazionali e stranieri. La regione fa parte dell'Euroregione Alpi-Mediterraneo. Una piccola parte del territorio, il cantone di Valréas, appartenente al dipartimento di Vaucluse, è una enclave all'interno del dipartimento di Drôme, appartenente alla regione di Alvernia-Rodano-Alpi.

### Autostrade
È attraversata dall'A7, A8, A9, A50, A51, A52, A54, A55, A57, A570, A501, A502, A557, A507 e A520

## Storia
Colonizzata già dai Fenici e dai Greci, la regione faceva parte della provincia romana transalpina denominata "Provincia Romana", da dove deriva il suo nome attuale, dal latino "Provincia" e, posteriormente, Narbonnaise. La regione fu poi abitata da differenti tribù germaniche, come gli Ostrogoti, i Burgundi e i Franchi. Nell'anno 879 d.C., la regione fu incorporata al reame sotto il nome di Provence (qualche volta chiamata Bourgogne Cisjurane o Cisjurasica) e poi, nel X secolo, integrata al regno di Arles.
Agli albori del XII secolo, fu sottomessa alla giurisdizione dei conti di Barcellona sotto il regno di Pietro II di Aragona. Poi perdette ogni autonomia, restando sottomessa alla casa d'Angiò, che governò dal 1245 al 1484 fino al regno di Luigi XI e fu definitivamente annessa nel 1483. Nel periodo 1720-1722 la Grande Peste, partita da Marsiglia, invase la Provenza e la devastò fino al Contado Venassino.

## Suddivisioni

### Dipartimenti
- Alpi dell'Alta Provenza (04, Alpes-de-Haute-Provence)
- Alte Alpi (05, Hautes-Alpes)
- Alpi marittime (06, Alpes-Maritimes)
- Bocche del Rodano (13, Bouches-du-Rhône)
- Varo (83, Var)
- Vaucluse (84)

### Arrondissement
I dipartimenti della Provenza-Alpi-Costa Azzurra sono a loro volta suddivisi in 18 arrondissement.

### Cantoni
Gli arrondissement della regione comprendono 126 cantoni.

### Comuni
I comuni della Provenza-Alpi-Costa Azzurra sono 946.

## Popolazione
La popolazione fortemente urbanizzata si raggruppa attorno a quattro poli urbani: tre sulla costa, Marsiglia (prefettura della regione e seconda città della Francia), Tolone e Nizza, e una nella vallata del Rodano, Avignone. I due dipartimenti prevalentemente montani di Alte Alpi e di Alpi dell'Alta Provenza riuniscono 290 000 abitanti, circa il 7% della popolazione totale.